# Ancilla Zucchinali
Ancilla Zucchinali (Levate, 20 gennaio 1958) è un'ex velocista italiana.

## Biografia
Il 19 settembre 1976 a Viareggio ha stabilito, insieme alle sue compagne di squadra della Snia Milano, il record italiano femminile nella staffetta 4×100 m, con un tempo di 46"89, grazie al quale ha inoltre anche vinto i campionati italiani in quella stagione; sempre con la staffetta della Snia Milano ha vinto la medaglia d'oro della 4×100 m anche ai successivi campionati italiani del 1977, questa volta con un tempo di 47"39.

## Campionati nazionali
1976
- Oro nella staffetta 4×100 m - 46"89

1977
- Oro nella staffetta 4×100 m - 47"39

1979
- Bronzo nei 200 m piani - 24"72

1980
- 4º nei 200 m piani - 24'67"
- Eliminata in batteria nei 100 m piani - 12"20